# Jonathan Pryce
Jonathan Pryce, ursprungligen John Price, född 1 juni 1947 i Carmel nära Holywell i Flintshire, Wales, är en brittisk skådespelare.
I Game of Thrones spelar han rollen som High Sparrow i den femte och sjätte säsongen.
Han spelade 2017 huvudrollen i BBC/FX:s dramaserie Taboo, tillsammans med sina Game of Thrones-kollegor Jefferson Hall, Nicholas Blane, Oona Chaplin, Roger Ashton-Griffiths och Mark Gatiss.

## Privatliv
Pryce har varit tillsammans med skådespelaren Kate Fahy sedan 1972 men paret gifte sig först 2015. De har tre barn tillsammans.

## Filmografi
- 1975 – Daft As a Brush
- 1976 – Voyage of the Damned
- 1977 – After the Boom Was Over
- 1977 – Spasms
- 1980 – The Day Christ Died
- 1980 – Breaking Glass
- 1981 – Kryphålet
- 1981 – Timon of Athens
- 1982 – Praying Mantis
- 1982 – Mord är lätt
- 1983 – The Plougman's Lunch
- 1983 – Something Wicked This Way Comes
- 1985 – Brazil
- 1985 – Doktorn och djävulen
- 1986 – Ingen rädder för vargen
- 1986 – Jumpin' Jack Flash
- 1987 – Man of Fire
- 1988 – Consuming Passions
- 1988 – Baron Münchausens äventyr
- 1989 – The Rachel Papers
- 1990 – The Man from the Pru
- 1992 – A Child's Garden of Verses
- 1992 – Freddie as F.R.O.7 (röst)
- 1992 – Glengarry Glen Ross
- 1993 – Thicker Than Water
- 1993 – Dark Blood (släppt 2012)
- 1993 – Kaos på Wall Street
- 1993 – Oskuldens tid
- 1994 – A Business Affair
- 1994 – Deadly Advice
- 1994 – Shopping (film)
- 1994 – Trollet i parken (Röst)
- 1995 – Carrington
- 1996 – Evita
- 1997 – Bibeln. David
- 1997 – Regeneration
- 1997 – Tomorrow Never Dies
- 1998 – Ronin
- 1999 – Gioco, II
- 1999 – Stigmata
- 2000 – The Suicide Club
- 2000 – The Testimonty of Taliesin Jones
- 2001 – Bride of the Wind
- 2001 – Farlig intrig
- 2002 – Unconditional Love
- 2002 – Mad Dogs
- 2003 – Allt en tjej vill ha
- 2003 – Pirates of the Caribbean: Svarta Pärlans förbannelse
- 2004 – De-Lovely
- 2005 – Bröderna Grimm
- 2005 – Brothers of the Head
- 2005 – The New World
- 2006 – Renaissance (Röst)
- 2006 – Pirates of the Caribbean: Död mans kista
- 2007 – The Moon and the Stars
- 2007 – HR
- 2007 – Baker Street Irregulars
- 2007 – Pirates of the Caribbean: Vid världens ände
- 2008 – I spel och kärlek ...
- 2008 – My Zinc Bed
- 2008 – Bedtime Stories
- 2008 – Command & Conquer: Red Alert 3
- 2009 – G.I. Joe: The Rise of Cobra
- 2009 – Echelon Conspiracy
- 2009 – Cranford (TV-serie)
- 2011 – Hysteria
- 2013 – G.I. Joe: Retaliation
- 2014 – The Salvation
- 2014 – Narcopolis
- 2015 – The Woman in Gold
- 2015 – Wolf Hall (TV-serie)
- 2015–2016 – Game of Thrones (TV-serie)
- 2017 – The Man Who Invented Christmas
- 2017 – The Wife
- 2018 – The Man Who Killed Don Quixote
- 2019 – The Two Popes
- 2020 – Ur varselklotet (TV-serie)
- 2022 – The Crown (TV-serie)
- 2024 – Wilhelm Tell
- 2024 – Three Body Problem
- 2024 – The Penguin Lessons
- 2025 – Torsdagsmordklubben